# Chiesa della Madonna del Buoncammino (Santa Teresa Gallura)
La chiesa della Madonna del Buoncammino  è una chiesa campestre situata in territorio di Santa Teresa Gallura, nella Sardegna nord-orientale. Consacrata al culto cattolico, fa parte della parrocchia di San Vittorio, diocesi di Tempio-Ampurias.
Edificata su un preesistente impianto medievale, la chiesa è stata interamente ricostruita nei primi anni del XX secolo. La cupola centrale, interamente rivestita in rame, venne realizzata durante importanti lavori di restauro eseguiti tra il 1950 e il 1951. Nelle immediate vicinanze si trova uno dei due cimiteri del comune di Santa Teresa Gallura.